# La Terreur des morts-vivants
Pour plus de détails, voir Fiche technique et Distribution.
La Terreur des morts-vivants (Terror) est un film d'épouvante fantastique britannique réalisé par Norman J. Warren et sorti en 1978.
Conçu comme un « film d'épouvante amusant » avec une prémisse simple, La Terreur des morts-vivants a été tourné dans divers endroits de Londres et du Surrey. Bien qu'il ait été un succès en terme d'entrées en salles, il a reçu un accueil critique mitigé pour sa narration et son langage visuel, tous deux inspirés du film italien Suspiria (1977) de Dario Argento. Les projets de Warren de réaliser une suite à son film sont restés lettre morte.

## Synopsis
Il y a trois cents ans, la sorcière Mad Dolly est capturée sur ordre de Lord Garrick. Elle est sur le point d'être brûlée sur le bûcher lorsqu'elle invoque le Diable, provoquant l'immolation d'un de ses bourreaux. Garrick se précipite dans sa maison, où un bras désincarné traverse un mur et l'étrangle. Lady Garrick est confrontée à une Mad Dolly brandissant une épée, qui la décapite et maudit les descendants de la famille.
Le générique révèle que ces scènes constituent la fin d'un film d'épouvante réalisé par James Garrick, le dernier de la lignée des Garrick avec sa cousine Ann. James organise une projection en avant-première pour Ann, une actrice en herbe, et leurs amis dans la maison des Garrick, qu'il possède désormais et qui n'a pratiquement pas changé. Il pense que son film est basé sur des faits réels et il a également hérité de l'épée de Mad Dolly.
Gary, un hypnotiseur, hypnotise Ann dans le cadre d'une fête. Ann ramasse l'épée et la balance sur James dans son état de transe, le blessant légèrement. Après avoir été maîtrisée par les autres invités, elle reprend ses esprits et quitte la maison. Au moment où Carol, l'amie de James, s'en va, elle est poignardée à mort dans les bois environnants par un agresseur invisible. Ann retourne à son auberge de jeunesse à Londres les mains tachées de sang, ce que remarque sa colocataire Suzy.
D'autres meurtres et morts étranges suivent. Dans le club de strip-tease où Ann et ses amies travaillent comme serveuses, un client est expulsé par le videur après avoir tripoté Ann ; en rentrant chez lui, il est jeté sur une rangée de grilles à pointes et démembré. Dans le studio de James, un plafonnier tombe sur le sol et écrase Les, un réalisateur colérique qui tente de tourner un film érotique intitulé Bathtime with Brenda. Viv — le personnage principal et l'une des amies d'Ann — est poignardée à mort à l'auberge. Ann rend visite à Philip, l'assistant de James, au studio et lui dit qu'elle n'a aucun souvenir de son agression contre James ni de la façon dont elle est rentrée chez elle la nuit où Carol a été assassinée. Après son départ, Philip est attaqué par des accessoires et du matériel volants et décapité par la chute d'une plaque de verre.
Ann s'enfuit de l'auberge lorsqu'elle découvre Suzy interrogée par la police à propos d'elle et de Viv. Un officier la poursuit, mais il est renversé et écrasé par sa voiture, qui est animée par une force surnaturelle. Alors qu'elle se dirige vers la maison des Garrick, Ann est prise dans des vents exceptionnellement forts et se réfugie dans une voiture garée, mais elle est obligée d'en sauter en urgence lorsque le véhicule s'élève inexplicablement dans les airs. Arrivée à la maison, elle a des visions bizarres et voit divers objets bouger d'eux-mêmes. Elle est alors surprise par l'arrivée soudaine d'un personnage invisible qu'elle abat avec une hache, avant de découvrir qu'elle a tué James. L'esprit de Mad Dolly réapparaît, ricanant, tandis que son épée vole à travers la pièce et empale mortellement Ann contre un mur.

## Fiche technique
- Titre français : La Terreur des morts-vivants ou Damnation[1]
- Titre original allemand : Terror[2]
- Réalisateur : Norman J. Warren
- Scénario : David McGillivray, Les Young, Moira Young
- Photographie : Les Young
- Montage : Jim Elderton
- Musique : Ivor Slaney (en)
- Production : Les Young, Richard Crafter
- Sociétés de production : Crystal Film Productions
- Pays de production :  Royaume-Uni
- Langues originales : anglais britannique
- Format : couleurs par Fujicolor - 1,85:1 - Son mono - 35 mm
- Durée : 85 minutes
- Genre : film d'épouvante fantastique
- Dates de sortie :
  - Royaume-Uni : 1978
  - France : 1er juillet 1981

## Distribution
- John Nolan : James Garrick
- Carolyn Courage : Ann Garrick
- James Aubrey : Philip
- Sarah Keller : Suzy
- Tricia Walsh : Viv
- Glynis Barber : Carol Tucker
- Michael Craze : Gary
- Rosie Collins : Diane
- Chuck Julian : Phil le Grec
- Elaine Ives-Cameron : Dolores Hamilton
- Patti Love : Hannah
- Mary Maude : Lady Garrick
- William Russell : Lord Garrick
- Peter Craze : metteur en scène
- Peter Attard : Curtis, l'acteur
- Peter Sproule : policier
- Colin Howells : détective
- Peter Mayhew : mécanicien
- Milton Reid : videur de boîte de nuit
- Michael O'Malley : barman
- Joseph Dunlop : villageois
- Roy Evans : villageois
- Tony Rohr : villageois
- John Rapley : prêtre
- David McGillivray : journaliste TV
- Ben Levine : homme du club
- Tanya Ferowa : strip-teaseuse
- Steve Emerson : torche humaine (non crédité)
- L.E. Mack : Mad Dolly (non créditée)
- Hayden Pearce : homme dans le métro (non crédité)

## Production
« We had the money for a low-budget film, but no script and no idea of what film we wanted to make. We just knew we didn't want to make a film with a complicated story and wall-to-wall dialogue. After seeing Suspiria, which was a breath of fresh air and a great inspiration to me, we made a list of all the scenes we'd like to see in a horror film. We handed the list to writer David McGillivray, who incorporated the ideas into a "sort of story". »
— Norman J. Warren

« Nous avions l'argent pour un film à petit budget, mais pas de scénario et aucune idée du film que nous voulions faire. Nous savions simplement que nous ne voulions pas faire un film avec une histoire compliquée et des dialogues à l'emporte-pièce. Après avoir vu Suspiria, qui a été une bouffée d'air frais et une grande source d'inspiration pour moi, nous avons dressé une liste de toutes les scènes que nous aimerions voir dans un film d'épouvante. Nous avons remis cette liste au scénariste David McGillivray, qui a intégré les idées dans quelque chose qui ressemble à une histoire. »
.
La Terreur des morts-vivants est la deuxième collaboration du réalisateur Norman J. Warren avec les producteurs Les et Moira Young et Richard Crafter, avec lesquels il avait déjà réalisé L'Esclave de Satan (1976). Selon Warren, La Terreur des morts-vivants est conçu comme un « film d'épouvante amusant » destiné uniquement à divertir. L'intrigue est donc restée simple, prenant la forme d'une série de meurtres. Warren et d'autres ont lancé des idées pour diverses scènes, à partir desquelles le scénariste David McGillivray a produit un script. Warren reconnaît qu'une grande partie du film « n'a pas grand sens, parce que beaucoup des gens qui se font tuer n'ont aucun lien avec la famille maudite ».
Warren et ses associés, qui ont eu du mal à obtenir un financement pour leurs films précédents, ont utilisé les recettes de L'Esclave de Satan pour financer eux-mêmes leur nouvelle production,. Selon Warren, le budget de La Terreur des morts-vivants du « scénario à la copie-zéro » s'élève à environ 50 000 livres sterling (équivalent à environ 183 000 livres en 2021). Il déclare que le fait de pouvoir réaliser La Terreur des morts-vivants en tant que « film véritablement indépendant » est avantageux d'un point de vue créatif car ils « n'ont pas à montrer le scénario à qui que ce soit ». Divers aspects du film — y compris l'intrigue, l'éclairage, la musique et les effets sonores — ont été inspirés par Suspiria (1977) de Dario Argento,,. Cependant, Warren souligne que La Terreur des morts-vivants n'est pas simplement une copie du film précédent : « C'était tout simplement libérateur, car on pouvait soudain faire ce que l'on voulait ».

### Tournage
La Terreur des morts-vivants est produit en quatre semaines pendant l'été et a été tourné dans divers endroits de Londres et du Surrey, Warren et le producteur Les Young ont tous deux noté qu'en raison de la multiplicité des lieux de tournage, la logistique était plus compliquée que pour L'Esclave de Satan,. Le lieu de tournage de la résidence Garrick était la maison du baron et de la baronne DeVeuce à Pirbright, qui avait déjà servi de lieu de tournage principal pour L'Esclave de Satan,. De nombreuses scènes de forêt ont été tournées dans la propriété environnante. Lors d'une interview en 2009, Warren a décrit la maison comme le « lieu de tournage idéal » car elle était « immense et pouvait être utilisée de tant de façons différentes ». Les scènes de la fête d'ouverture ont été filmées en une seule soirée de juin. Un pavillon voisin a servi de point central à une longue scène dans laquelle le personnage de Suzy, dont la voiture est tombée en panne sur un chemin de campagne, se réfugie à l'intérieur d'un cottage apparemment vide où elle est terrorisée par une silhouette sombre qui s'avère être un mécanicien amical. Warren a admis que cette séquence n'avait aucun sens, la décrivant comme un « hareng rouge de 10 minutes »,.
Les scènes se déroulant au Theatre Girls' Hostel sont filmées dans un foyer d'infirmières à Holland Park, tandis qu'un club de Richmond sert de lieu de tournage pour le club où travaille Ann. Le bureau de James aux Garrick Studios est représenté par le véritable siège de la société de production Crystal Film Productions, basée à Harlesden. Les scènes se déroulant à l'étage du studio ont été filmées en deux jours en utilisant l'intérieur des Acorn Studios à Barnes. Les autres lieux de tournage comprennent une rue de Victoria, Wood Lane à Shepherd's Bush, Queensway à Bayswater, la gare de Barnes et Barnes Common,. De nombreuses scènes de nuit en extérieur sont réellement tournées de nuit, ce qui s'est avéré difficile car la décision de tourner en été a limité les heures d'obscurité pendant lesquelles l'équipe pouvait tourner.
Le personnage de Philip (interprété par James Aubrey) a remplacé Gary, dont l'acteur, Michael Craze, a été contraint de quitter la production après avoir été victime d'une crise d'épilepsie sur le plateau. Neuf copies défectueuses du film La Fièvre du samedi soir (1977), obtenues auprès de la Rank Organisation, ont été utilisées pour créer la masse de pellicule qui attaque Philip avant qu'il ne soit tué,. Certains des acteurs qui apparaissent en arrière-plan dans la séquence d'ouverture du film dans le film étaient des employés de BBC Radio London, où McGillivray travaillait à l'époque. D'autres petits rôles ont été joués par des membres de l'équipe ; par exemple, McGillivray apparaît dans une scène en tant que journaliste d'information à la télévision.

## Exploitation
La Terreur des morts-vivants est un succès commercial au Royaume-Uni, où il reste une semaine en tête du box-office,,,.

### Censure
La scène du meurtre de Viv a été coupée avant la sortie du film pour supprimer les images d'un couteau traversant les pieds du personnage.

### Accueil critique
Selon Les inrocks, « Les années 70, passé l’époque faste de la Hammer, correspondent à un âge non mythique du cinéma fantastique anglais. La Terreur des morts vivants [...] nihiliste dans sa vision et d’une laideur expressive dans sa forme [...] a la particularité d’être un hommage au Suspiria de Dario Argento (avec meurtres graphiques, couleurs criardes, musique électronique, sorcellerie), ce qui ajoute à sa bizarrerie et lui vaut une petite réputation auprès des amateurs de films d’horreur ».
La critique du site horreur.net note que le film « n'a aucun rapport avec son titre français. Pas de mort-vivant au programme de cette histoire de sorcellerie flirtant davantage vers le giallo ».

« La Terreur des morts-vivants est une série B horrifique qui pèche par trop de dispersion dans son style de traitement. Avec ses enchainements de séquences sans aucun souci de cohérence et ces errances dans leur mise en scène, le film de Norman J. Warren aboutit au final à une sorte de bouillie référentielle plus ennuyante qu’autre chose. Restent quelques passages gores assez sympathiques, dotés d’une photographie parfois élégante. »

— Nicolas L. sur scifi-universe